# Kandi III
Kandi III est un arrondissement situé dans le département de l'Alibori au Bénin. Il est placé sous juridiction administrative de la commune de Kandi.

## Histoire
Kandi III  officiellement un arrondissement le 27 mai 2013 après la délibération et l'adoption par l'assemblée nationale du Bénin en sa séance du 15 février 2013 de la loi n° 2013-05 du 15/02/2013 portant création, organisation, attributions et  fonctionnement des unités administratives  locales en République du Bénin.

## Administration
Kandi III fait partie des dix arrondissements que compte la commune de Kandi. Dans l'arrondissement, on dénombre 07 quartiers ou villages : Bakpara, Héboumey, Kandi-Fô, Kandi-Fô-Peulh, Lafiarou, Podo et Sinikoussou-Béri,.

## Population
Selon le recensement général de la population et de l'habitation (RGPH4) de l'institut national de la statistique et de l'analyse économique (INSAE) au Bénin en 2013, la population de Kandi II s'élève à 14 206 habitants  dont 7284 hommes et 6922 femmes.

## Galerie

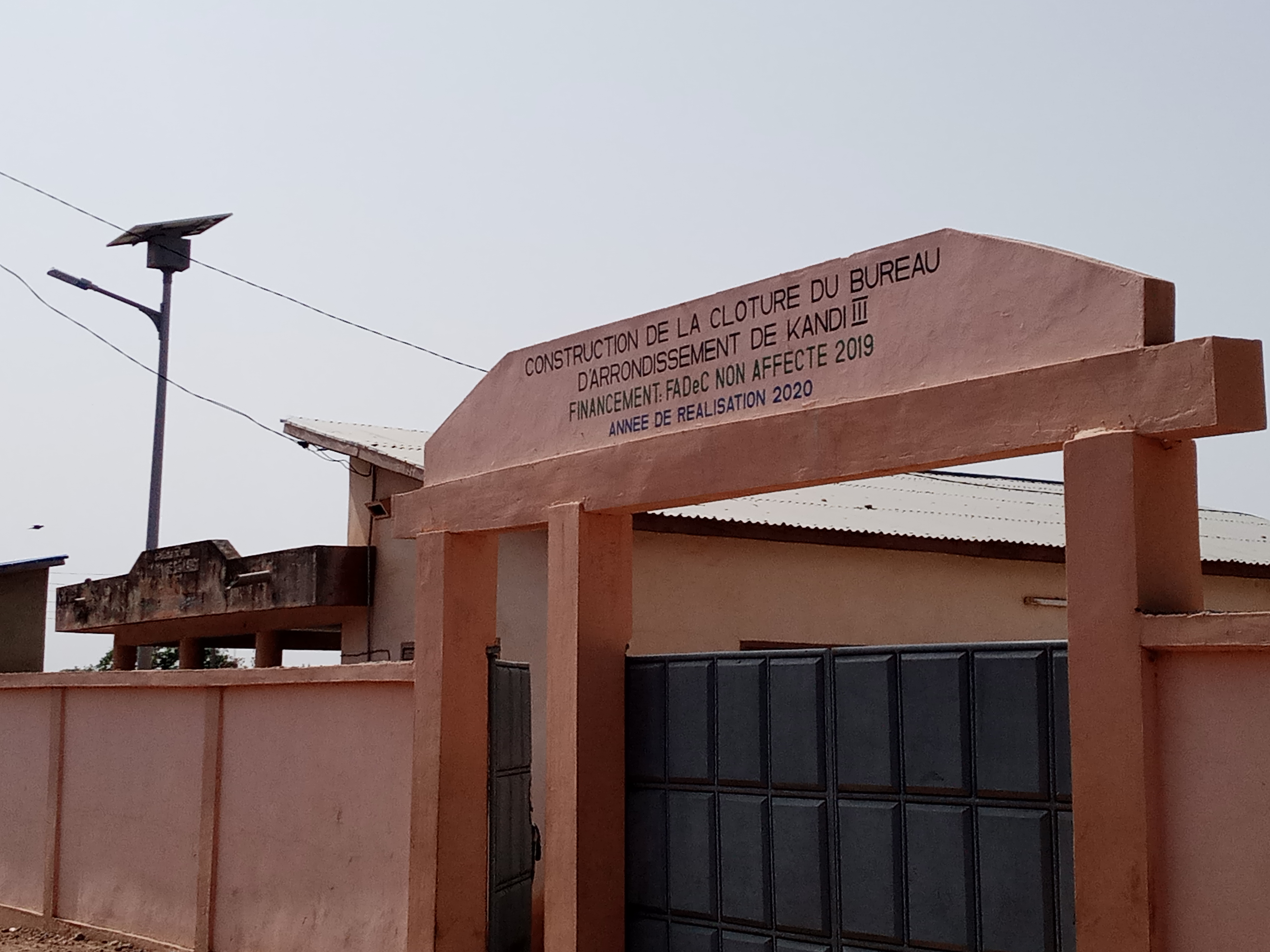
Bureau d'arrondissement de Kandi III
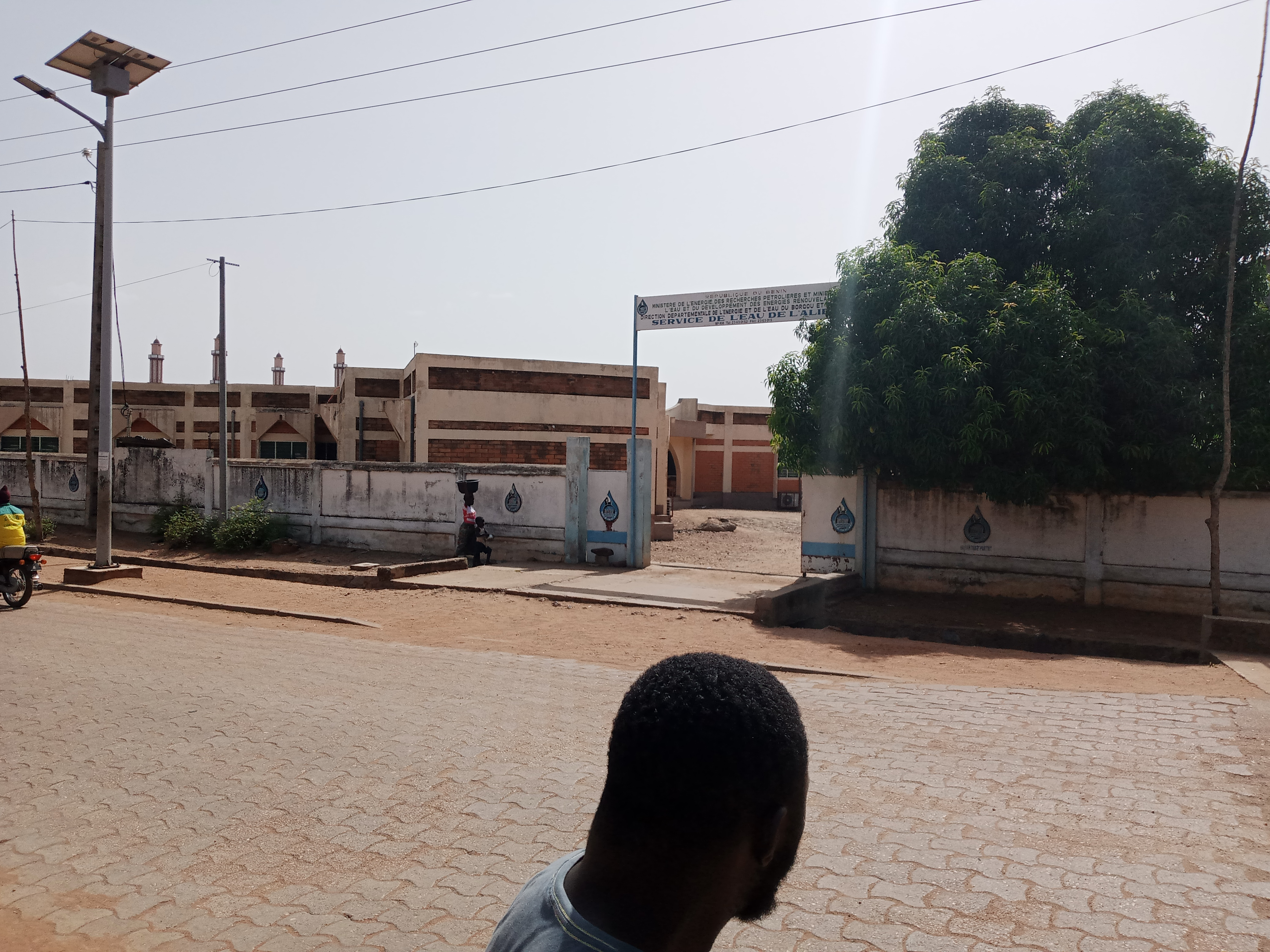
Bâtiment de la direction de l'eau de l'Alibori à Kandi
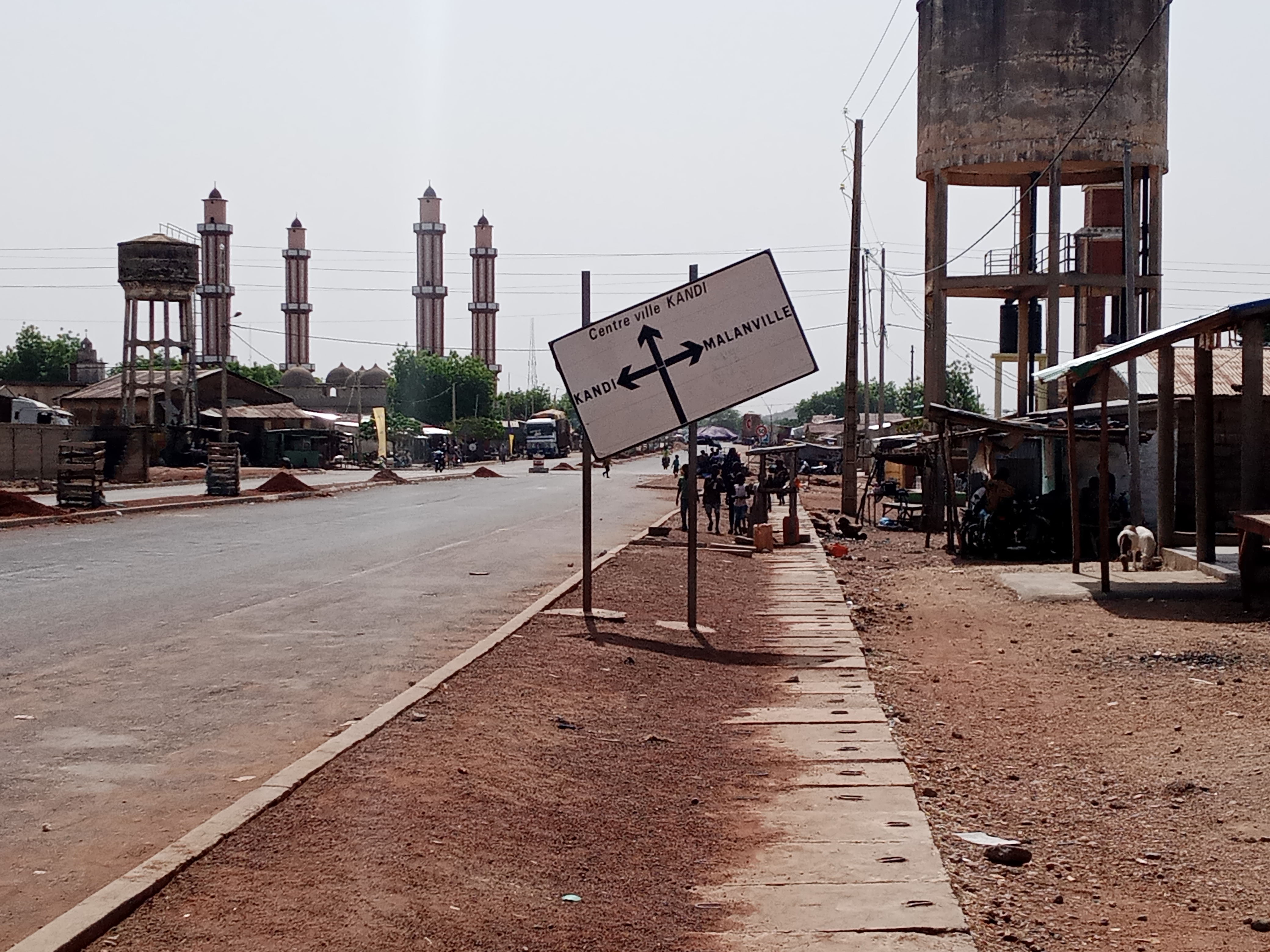
La ville de Kandi en paysage
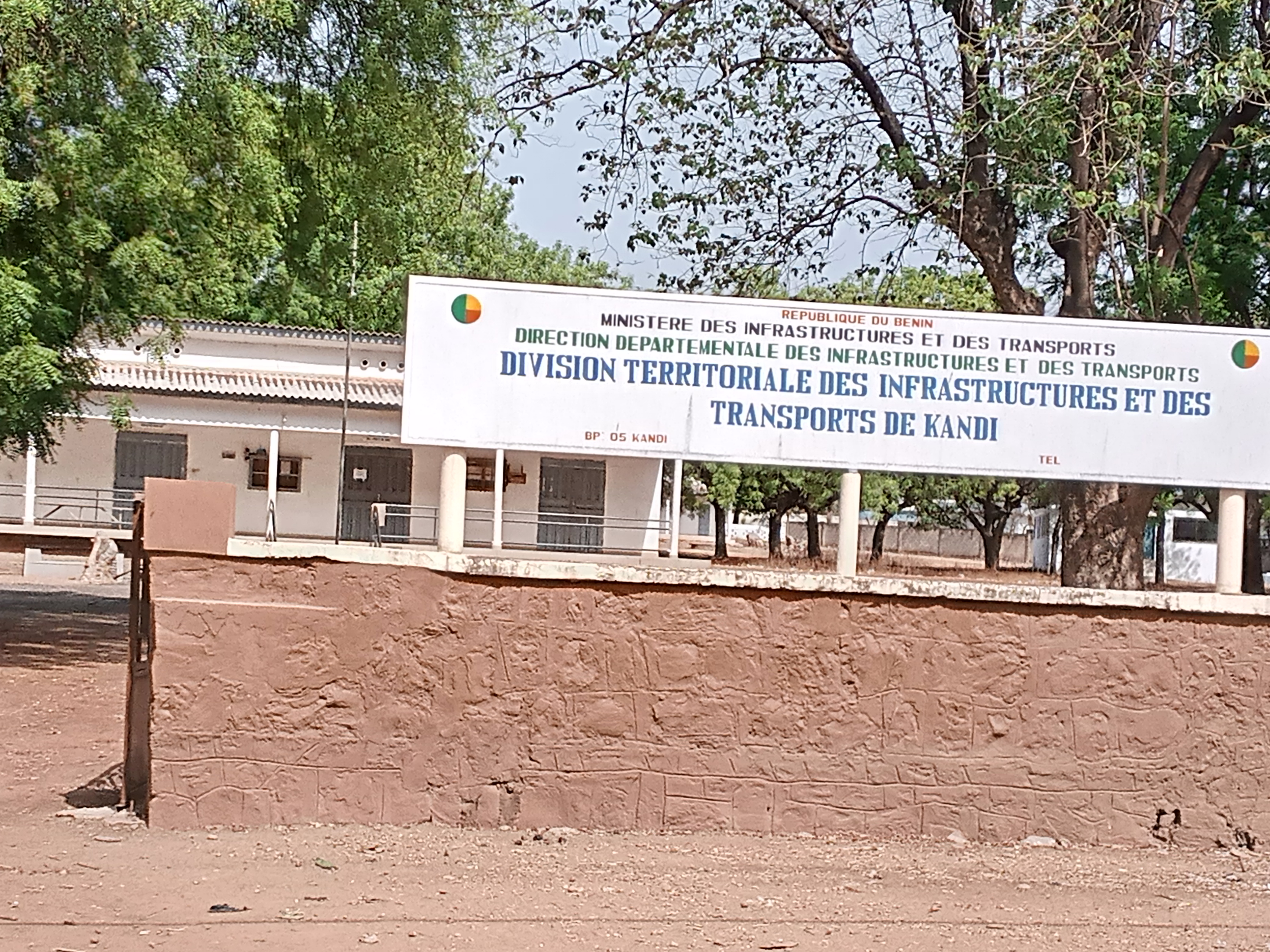
Bâtiment de la division territoriale des infrastructures et des transports de Kandi